# 매케일리 밀러
매케일리 밀러(McKaley Miller, 1996년 5월 14일 ~ )는 미국의 배우이다.

## 출연 작품
- 마 (2019)
- 뜻밖의 우정 (2014)
- 위시 아이 워즈 히어 (2014)
- 제너럴 에듀케이션 (2012)
- 아이스맨 (2012)
- 트래블링 (2011)
- 하트 오브 딕시 1 (2011)
- 우리 가족 마법사 - 시리즈 (2007)
- 인스펙터 맘 (2006)